# Топонимия Псковской области

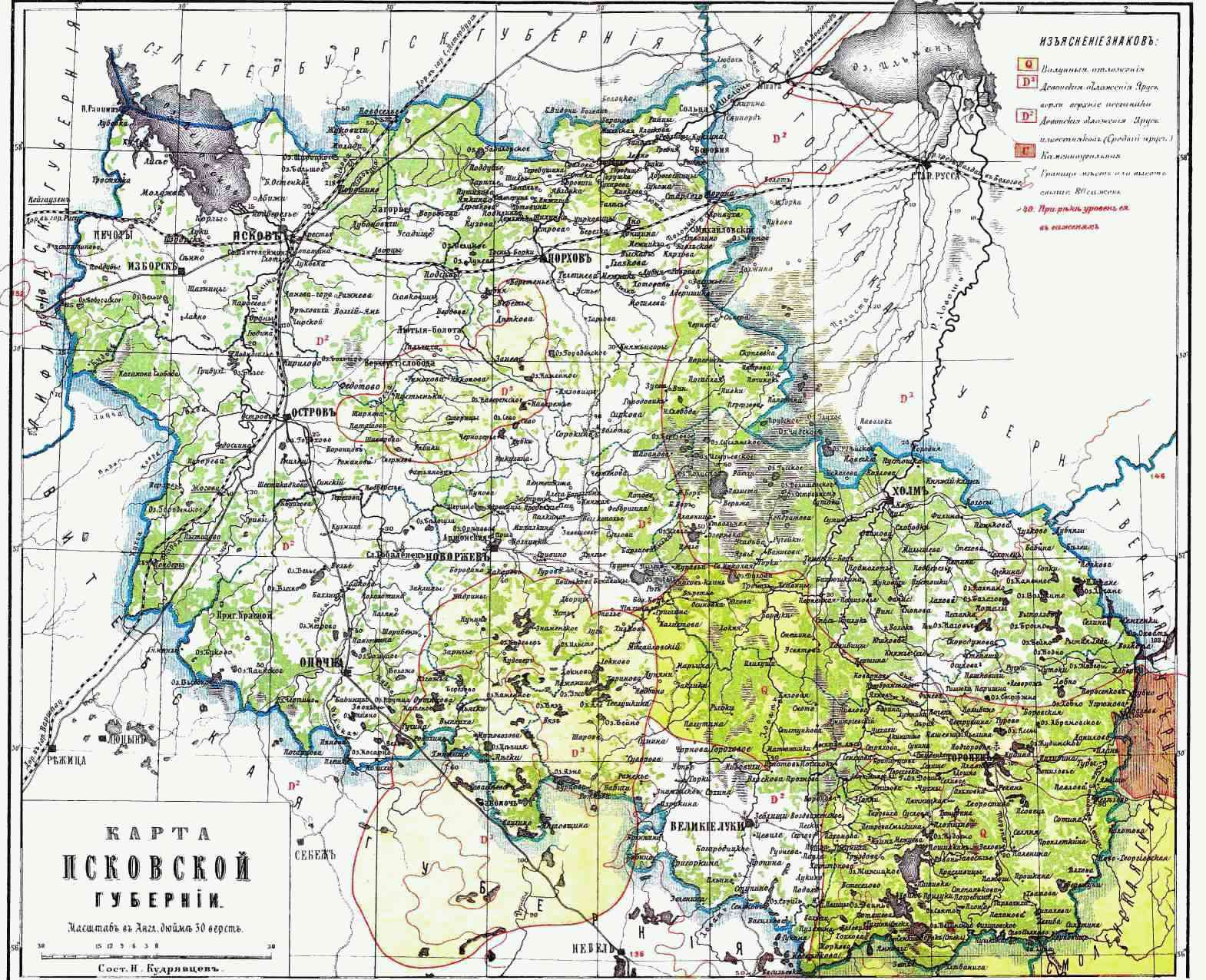
Карта Псковской губернии из Энциклопедического словаря Брокгауза и Ефрона, 1900 г.

Топонимия Псковской области — совокупность географических названий, включающая наименования природных и культурных объектов на территории Псковской области.
Нынешнее название регион получил после образования Псковской области 23 августа 1944 года Указом Президиума Верховного Совета СССР. До этого на территории региона в 1772—1777 гг. и с 1796 до 1927 гг. существовала Псковская губерния, которая вошла в состав образованной в 1927 году Ленинградской области. После упразднения губерний на территории, значительно превышающей нынешнюю область, существовали три года, с августа 1927 года по август 1930 года, Псковский и Великолукский округа в составе Ленинградской области. Второй из них был передан в состав Западной области (с центром в Смоленске) в 1929 году. В 1930 году округа были упразднены, а их районы остались в составе Ленинградской и Западной областей.
22—23 августа 1944 года были образованы отдельные Великолукская и Псковская области. 16 января 1945 года из состава Эстонии (ЭССР) и Латвии (ЛССР) в состав Псковщины были возвращены Печоры и Пыталово (Абрене) с окрестностями, входившие в Псковскую губернию до 1920 года. Тогда же, 16 января 1945 года, из присоединённых волостей были созданы Печорский, Качановский и Пыталовский районы Псковской области. 2 октября 1957 года в состав Псковской области вошла бо́льшая часть упразднённой Великолукской области.
С 1944 года название региона не менялось.

## Формирование и состав топонимии
По состоянию на 15 декабря 2022 года, в Государственном каталоге географических названий в Псковской области зарегистрировано 14613 названий географических объектов, в том числе 8354 названия населённых пунктов.
Состав топонимии Псковской области обусловлен местоположением и богатой событиями историей региона, который был заселён сперва балтскими и финно-угорскими племенами. Первые славяне — псковские кривичи — появились здесь около VI века н. э., сформировав культуру псковских длинных курганов (V—X вв.). В X — начале XII веков Псковщина входила в состав Древнерусского государства, а с XII века — в состав Новгородской земли.
Освоению края способствовала сеть речной системы Псково-Чудского водоема, соединённая с Варяжским (Балтийским) морем, за выход к которому восточные славяне боролись с норманнами (скандинавами, часто связанных с «варягами»), чудью (эстами и ливами).
В отношении происхождения ойконима «Псков», давшего название региону, у лингвистов и историков нет единого мнения. Существует как минимум четыре гипотезы о происхождении ойконима, наиболее распространёнными являются «славянская» и «угро-финская». Согласно угро-финской версии, название города происходит от слова «piskava» (по-ливски), piskva, pihkva, (по-эстонски), означающих «смолистая вода» и отражает полиэтничность раннего населения города. Другие толкования гидронима — «плеск», «блеск», «рыбная река», «песок». Археологами установлено, что в Пскове X—XI вв. жили предки славян — псковских кривичей, представители прибалтийско-финских, балтских и скандинавских племён.
По оценке В. П. Нерознака, несомненным является славянское происхождение названия города. По своей структуре ойконим состоит из топоосновы Плеск-, Пльск- и суффикса принадлежности -овъ. Топооснова Плеск-, в свою очередь, происходит от уменьшительной формы восточнославянского географического термина плесъкъ — «небольшой плёс», от древнерусского «плесъ» — «колено реки от одной луки до другой». По мнению Нерознака, формирование ойконима шло следующим образом: Плесковъ→Пльсковъ →Пьсковъ →Пъсковъ → Псков.
Существует также гипотеза, согласно которой название гидронима Пскова (и, соответственно, имя города) происходит от балтского «Pleskawa», которое, в свою очередь состоит из индоевропейской основы «pal-» (в значении «болото»), готско-балто-славянского суффикса «-esk-» и древнебалтийской гидронимической концовки «-awa» в значении «вода». Это дало основания реконструировать первоначальное название реки — Paleskava («болотная вода») и города Pal-esk-ov— Пльсковъ — Псков.
С конца XV века Псков стал ведущим партнёром Ганзы, благодаря чему в 1582, 1607 появились немецко-русские разговорники. В Пскове работали купцы Сурожского и Суконного рядов, при этом первый контролировал торговлю с Азией, а второй — с Западной Европой.
В XVI веке, после вхождения в состав Русского государства, Псков стал западным форпостом на пути в Москву. Ближайшие к нему пригороды-крепости Воронич, Остров, Опочка, Врев, Выбор, Велье и другие стали опорными точками, призванными защищать рубежи русских земель.
В XVIII веке после Северной войны Псков утратил своё значение оборонительного и торгового центра на северо-западе страны, передав свои функции новой столице России — Санкт-Петербургу и прибалтийским портам.
Белорусский топонимист В. А. Жучкевич относил всю территорию Ленинградской, Псковской, Новгородской и Тверской областей к одному топонимическому региону — Ленинградско-Псковско-Белозёрскому. В топонимии этого региона он выделил три пласта: 1) древнейший (на западе — финно-угорский), 2) позднейший прибалтийско-финский (ижорский, вепсский и др.), 3) русский. При этом особое внимание Жучкевич обратил на славянскую топонимию Псковской области, которая, по его мнению, своеобразна и самобытна, а местная географическая терминология поразительно схожа с белорусской.
Как отмечает А. Г. Манаков, на северо-западе Европейской России можно выделить три основные топонимические зоны: Севернорусскую, Среднерусскую и Южнорусскую. Севернорусская зона включает в себя следующие топонимические сектора: Ладого-тихвинский, Новгородский, Гдовский и частично Селигеро-Торжковский, Среднерусская — частично Селигеро-Торжковский и Верхнеднепровский и полностью Псковский сектор, Южнорусская — полностью Западный и частично Верхнеднепровский сектора. При этом Псковская область одновременно «присутствует» во всех трёх топонимических зонах: Гдовский район входит в Гдовский сектор Северорусской зоны, Новоржевский район — в Псковский сектор Среднерусской зоны, Себежский район — в Западный сектор Южнорусской зоны. По оценке Манакова, для Севернорусской зоны характерен заметно больший удельный вес формантов: -ицы, -ица; за-, -ье, -ьи; -ско, -цко; -ок, -ек, -ик и ряда других. Помимо того, в севернорусской топонимической зоне повышена доля топонимов с более редкими, иногда архаичными формантами, а также названий без формантов вообще. В Среднерусской топонимической зоне в топонимах преобладают форманты -ово, -ево, -ино, которые образуют здесь свыше половины всех названий населённых пунктов. Для Южнорусской зоны более характерны форманты -ки, -ка; -ы; -ичи, также здесь много топонимов без формантов.
Удельный вес пласта финно-угорских топонимов в области значителен прежде всего в Печорском районе и на побережье Псковско-Чудского водоёма. А. Г. Манаков и С. В. Ветров выделяют здесь, в частности, следующие ойконимы:
- Валдино — от эстонского vald («волость»);
- Ваймицы — предположительно, из угро-финских языков;
- Кендеши — возможно, от финского kentta («поле, площадка»);
- Керино — предположительно, от угро-финской основы ker («рубить, вырубать»);
- Килинец — от эстонского kilin («звон, бренчание»);
- Копаницы — от финского kuoppa («яма»);
- Котья Гора — от финского kotia («дом, жилище»);
- Кошельки — от эстонского kooselek («собрание, заседание»);
- Кудина Гора — от финского kodin («домовой, хозяин»);
- Куничина Гора — от эстонского kunta («община, коммуна») ;
- Кусва — от эстонского kuus («ёлка»);
- Ламище — вероятно, от эстонского lamm («плоское дно долины») ;
- Лебеды — от эстонского lepp («ольха»);
- Лебеж — от эстонского libajas («покатый, отлогий»);
- Любры — от эстонского lubro («известковый»);
- Любятово — от эстонского lubja («известковый»)

и другие.

## Комментарии
1. ↑  Фактически управление Печор и Пыталово властями Псковской области РСФСР началось в августе 1944 года, с освобождением от немецких войск в связи с отсутствием бывших управляющих структур (в виде уездной и волостной властей Эстонии и Латвии), но формально присоединение и создание Печорского, Качановского и Пыталовского районов к Псковской области произошло 16 января 1945 года.